# Mahamed Aryphadschyjeu

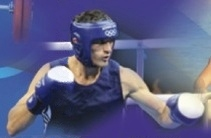
Mahamed Aryphadschyjeu

Mahamed Dawudawitsch Aryphadschyjeu (belarussisch Магамед Давудавіч Арыпгаджыеў; * 23. September 1977 in Kaspijsk, Dagestanische ASSR) ist ein ehemaliger belarussischer Boxer.

## Karriere

### Amateur
1998 wurde Aryphadschyjeu Militärweltmeister in Warendorf im Schwergewicht (–91 kg) und schlug im Finale Timur Ibragimov, Usbekistan (9:8). Bei den Europameisterschaften 2000 erreichte er Viertelfinale, schied jedoch gegen den späteren Europameister Jackson Chanet, Frankreich (6:5), aus. Die Olympischen Spiele 2000 verliefen für Aryphadschyjeu wenig erfolgreich. Er schied bereits im ersten Kampf gegen Sebastian Köber, Deutschland (9:4), aus.
Bei den Weltmeisterschaften 2001 startete Aryphadschyjeu Halbschwergewicht (–81 kg) und erreicht das Viertelfinale, welches er jedoch gegen den späteren Weltmeister Jewgeni Makarenko, Russland (RSC 3.), verlor. 2002 startete er bei den Europameisterschaften, erreicht aber auch hier nur das Viertelfinale, welches er aufgrund einer Verletzung jedoch nicht bestreiten konnte.
Bei den Weltmeisterschaften 2003 erkämpfte sich Aryphadschyjeu seine erste internationale Medaille. Nach Siegen über Pornchai Thongburan, Thailand (24:8), Clemente Russo, Italien (14:4), Yohanson Martinez, Kuba (16:13), und Aleksy Kuziemski, Polen (16:14), erreichte er das Finale, welches er gegen Jewgeni Makarenko verlor (29:11) und damit die Silbermedaille errang. Dieselbe Platzierung erreichte Aryphadschyjeu auch bei den Olympischen Spielen im Folgejahr. Er schlug dabei Ramiro Reducino, Mexiko (29:10), Edgar Muñoz, Venezuela (18:10), Lei Yuping, China (27:18), und Ahmed Ismail, Ägypten (23:20), und verlor im Finale gegen Andre Ward, USA (20:13).

### Profi
Nach den Olympischen Spielen unterschrieb Aryphadschyjeu einen Profikampf und gab sein Debüt am 4. Juni 2005, welches er gegen Szabolcs Gergely durch TKO in der ersten Runde gewann. Bereits seinen vierten Kampf verlor er jedoch gegen Artjom Wytschkin, welcher bis dahin von 22 Kämpfen 16 verloren hatte. Zwei weitere Siege später kämpfte er gegen den Polen Aleksy Kuziemski, welchen er als Amateur noch schlagen konnte, und verlor durch einen knappen Punkturteil. Die folgenden 11 Kämpfe konnte er Gewinnen, wobei er jedoch keinen größeren Titel errang. Sein größter Erfolg war der Gewinn des "European External European Union"-Titels im Halbschwergewicht.